# オッケルイペ
オッケルイペは、アイヌに伝わる妖怪。名前は「放屁する化け物」を意味し、その名の通り屁の妖怪である。
人が家の中で1人でいるときなど、炉の中で「ポァ」と屁をする。さらに部屋のあちこちで次々に「ポァ」と屁をし、臭いで我慢できないほどになる。人間の方も屁をしてやると、オッケルイペは恐れ入って退散するという。屁が出ないときは、口で音の真似をするだけでも良いという。
樺太アイヌの説話にはオッケルイペがよく登場するといい、それによればあるとき、オッケルイペは人間の若者に姿を変えて船に乗せてもらったが、川の上で屁をして、その勢いで船を破壊してしまった。後に同じ乗り手の船に乗せてもらったが、乗り手が隙を見てオッケルイペを殴り倒すと、その正体は黒いキツネだったという。